# 副腎機能低下症

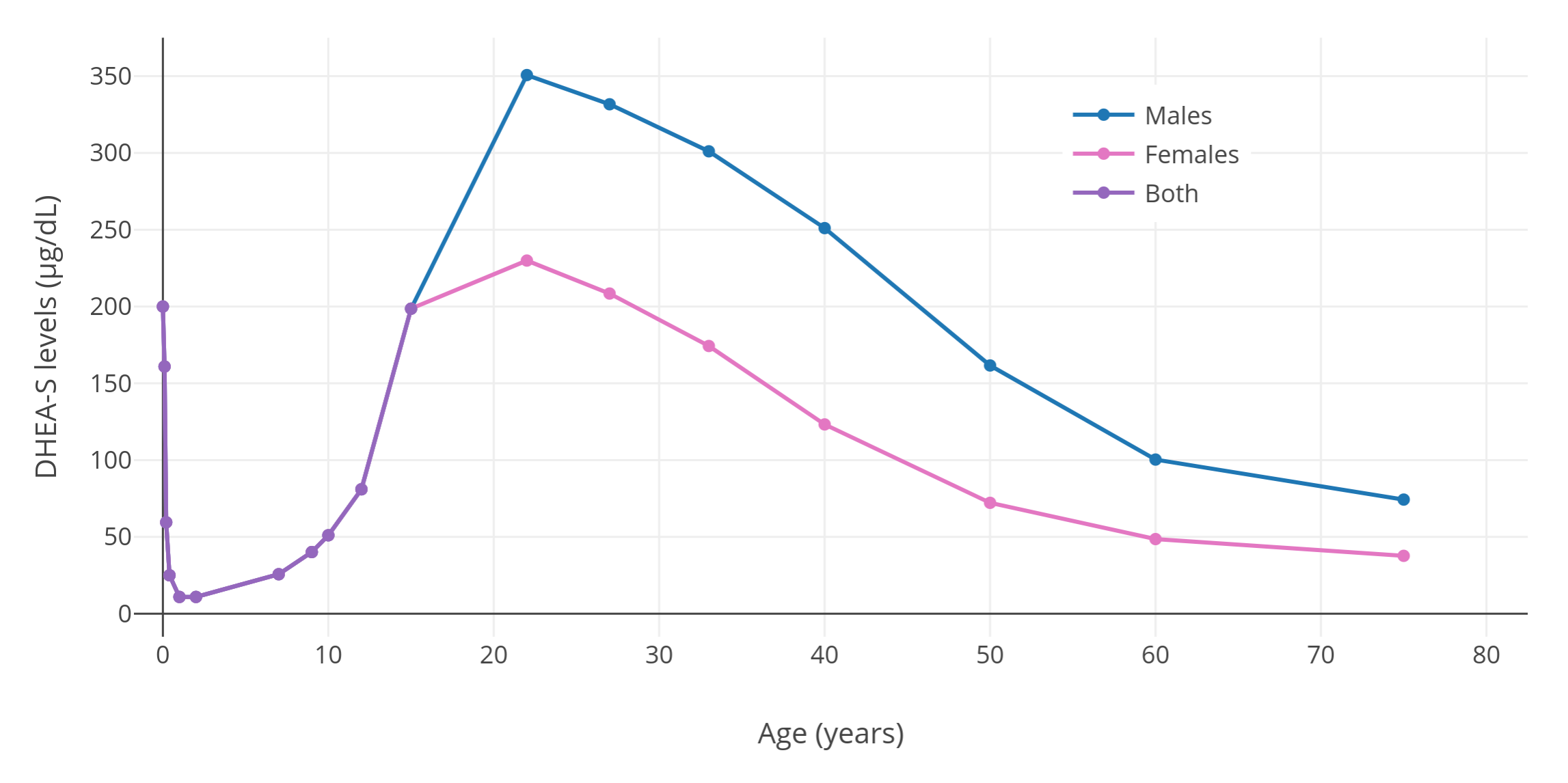
ヒトの生涯における主要副腎性アンドロゲンDHEA-Sの分泌

副腎機能低下症（Adrenopause）とは、副腎の網状帯から分泌されるデヒドロエピアンドロステロン（DHEA）やデヒドロエピアンドロステロン硫酸（DHEA-S）等の副腎性アンドロゲンが加齢と共に減少する事である。副腎のアンドロゲン濃度は、7～8歳頃から増加し始め（副腎皮質性思春期徴候）、成人初期の20～25歳頃にピークを迎え、その後は年率約2％で減少し、最終的には80歳までに若年層の10～20％のレベルにまで低下する。副腎のアンドロゲン分泌細胞のアポトーシスが進行し、網状体が退縮する事により発症する。男性更年期障害や女性の閉経と同様に、加齢に伴い性腺からの性ホルモンの分泌が急激に、または徐々に減少することが原因となる。
必要であれば、DHEA製剤プラステロンの形で副腎アンドロゲンを補う事が出来る。幾つかの臨床研究では、高齢者や副腎不全の患者にDHEAを補充する事で効果があるとされている。